# 莓实脊鸟蛤
莓实脊鸟蛤（学名：Fragum unedo），亦作草莓脊鸟蛤，是帘蛤目鸟尾蛤科的一個物種。舊屬心鸟蛤属，今屬脊鸟蛤属。主要分布于南中國海周邊的中国大陆與台湾、印度尼西亚、泰國及日本，甚至遠至南太平洋的澳大利亞北部及湯加均有發現。常栖息在浅海沙质海底。